# Masdevallia mooreana
Masdevallia mooreana Rchb.f., 1884 è una pianta della famiglia dell Orchidacee, endemica delle montagne dell'America Meridionale.

## Descrizione
È un'orchidea di piccole, spesso minime, dimensioni con crescita epifita sugli alberi della foresta pluviale montana e talvolta è terricola (geofita). M. mooreana presenta steli robusti, ramificati, eretti, avvolti alla base da 2 o 3 guaine tubolari, portanti al loro apice un'unica foglia eretta, molto coriacea, di forma ellittica, dotata di picciolo, ad apice ottuso, di colore verde più scuro e brillante nella pagina superiore, più chiaro ed opaco in quella inferiore.
La fioritura avviene in primavera, mediante una infiorescenza basale, da eretta a suberetta, lunga da 4 a 11 centimetri, maculata di viola, ricoperta da una brattea basale e una floreale, portante un unico fiore. Questo è greande in media 5 centimetri e presenta sepali di colore che sfuma dal verde al rosso, di forma triangolare con una lunga punta, molto più vistosi dei petali, e del labello.

## Distribuzione e habitat
La specie è originaria dell'America Meridionale, in particolare degli stati colombiani di Santander e Norte de Santander oltre che del Venezuela  dove cresce epifita su alberi di foreste pluviali di montagna e talvolta terricola (geofita) a quote comprese tra i 2500 e i 2800 metri sul livello del mare.

## Sinonimi
Byrsella mooreana (Rchb.f.) Luer, 2006

Masdevallia sororcula Rchb.f., 1887

Masdevallia atroviolacea Kraenzl., 1922

## Coltivazione
Questa pianta è ottimamente coltivata in serra fredda per tutto l'anno, con buona umidità e poca luce. Può essere coltivata sia in vasi che in cesti appesi, su substrato di sfagno, radici di polipodio e fibre di osmunda, con buon drenaggio.